# Implicación opuesta
En  razonamiento formal, la implicación opuesta ( {\displaystyle \leftarrow } ), conversa o recíproca, entre dos proposiciones es un conector lógico cuyo  valor de la verdad resulta en falso sólo si la implicación es falsa mientras la condición es cierta, y en cierto de cualquier otra forma. Existen diferentes contextos donde se utiliza la implicación opuesta. 
En otras palabras:
- que suceda B es condición suficiente para que suceda A, y
- que suceda A es condición necesaria para que suceda B; esto es, si no ocurre A, entonces, no ocurre B.

Ejemplo: No hay vida sin atmósfera.
A: Hay atmósfera
B: Hay vida
(A←B)
que podría también interpretarse en español como: «Hay atmósfera si hay vida», «Hay vida solo si hay atmósfera», «Si no hay atmósfera, entonces, no hay vida».

## Definición
Siendo {\displaystyle {\mathcal {P}}=\{V,F\}}, el conjunto de los valores de verdad de la lógica bivalente, la implicación opuesta, {\displaystyle \leftarrow }, es la función de verdad:
{\displaystyle {\begin{array}{rccl}\leftarrow :&{\mathcal {P}}\times {\mathcal {P}}&\longrightarrow &{\mathcal {P}}\\&(a,b)&\mapsto &c=a\leftarrow b\end{array}}}
Siendo una aplicación matemática definida de {\displaystyle {\mathcal {P}}\times {\mathcal {P}}} sobre {\displaystyle {\mathcal {P}}}, de modo que a cada par ordenado {\displaystyle (a,b)\,} de {\displaystyle {\mathcal {P}}\times {\mathcal {P}}} se le asocia un único {\displaystyle c\,} de {\displaystyle {\mathcal {P}}}, expresado {\displaystyle c=a\leftarrow b}.
{\displaystyle \forall (a,b)\in {\mathcal {P}}\times {\mathcal {P}}\quad :\quad \exists !\;c\in {\mathcal {P}}\quad /\quad c=a\leftarrow b}
La implicación opuesta solamente es falsa cuando la primera proposición es falsa y la segunda verdadera; para los demás casos, es verdadera. No es conmutativa, esto es, dadas dos proposiciones {\displaystyle p} y {\displaystyle q}, {\displaystyle p\leftarrow q} y {\displaystyle q\leftarrow p} no son lógicamente equivalentes.